# Орце Стефковски
Орце Стефковски (Скопље, 12. јул 1961) македонски народни певач, познат по својим родољубивим песмама, у којима опевава и македонске политичаре. У спотовима често наступа у народној ношњи.

## Познатије песме
- Не плачи мајко, не жали[1]
- Од каде дојдовте
- Песна за Љубе (Бошковски)
- Песна за Никола (Груевски)
- Песна за Борис (Трајковски)
- Царот Неготински[2]